# Indiana Beach
Koordinaten: 40° 47′ 24″ N, 86° 46′ 12″ W
Indiana Beach ist ein US-amerikanischer Freizeitpark in Monticello, Indiana, der 1926 als Ideal Beach von der Spackman-Familie eröffnet wurde. Unter diesem Namen wurde der Park bis 1951 betrieben.

## Geschichte
Im Laufe der Jahre wechselte der Park mehrfach den Eigentümer und Betreiber. So wurde der Park im Februar 2008 an Morgan RV Resorts verkauft. Apex Parks Group übernahm den Park zum 1. September 2015. Im April 2020 wurde der Park durch Gene Staples aufgekauft, der auch später den Clementon Park und Niagara Amusement Park & Splash World übernahm. Aktueller Eigentümer des Parks ist IB Parks & Entertainment.

## Liste der Achterbahnen

### Bestehende Achterbahnen
| Name                                  | Typ                                              | Hersteller                    | Eröffnungsjahr |
| ------------------------------------- | ------------------------------------------------ | ----------------------------- | -------------- |
| All American Triple Loop              | Stahlachterbahn mit Inversionen                  | Schwarzkopf GmbH              | 2024           |
| Cornball Express                      | Holzachterbahn, Hybrid Coaster                   | Custom Coasters International | 2001           |
| Cyclone                               | Zyklon                                           | unbekannt                     | 2022           |
| Hoosier Hurricane                     | Holzachterbahn, Hybrid Coaster                   | Custom Coasters International | 1994           |
| Lost Coaster of Superstition Mountain | Holzachterbahn, Hybrid Coaster, Dunkelachterbahn | Custom Coasters International | 2002           |
| Steel Hawg                            | Stahlachterbahn mit Inversionen                  | S&S – Sansei Technologies     | 2008           |
| Tig'rr Coaster                        | Stahlachterbahn ohne Inversionen                 | Schwarzkopf GmbH              | 1984           |

### Ehemalige Achterbahnen
| Name          | Typ                | Hersteller              | Eröffnungsjahr | Schließungsjahr |
| ------------- | ------------------ | ----------------------- | -------------- | --------------- |
| Dragon Wagon  | Familienachterbahn | Wisdom Rides            | 2015           | 2018            |
| Galaxi        | Zyklon             | S.D.C.                  | 1971           | 2013            |
| Little Dipper | Kinderachterbahn   | Allan Herschell Company | 1950er Jahre   | 1970er Jahre    |